# バーンクラー郡
座標: 北緯13度43分41秒 東経101度12分29秒 / 北緯13.72806度 東経101.20806度
バーンクラー郡（バーンクラーぐん）はタイ中部・チャチューンサオ県にある郡（アムプー）。

## 名称
バーンクラーとはクズウコン科の植物 Donax arundastrum の水辺の村という意味である。これは、かつて、郡庁所在地が、ワット・マイバーンクラーにあり近辺にバーン・バーンクラーという、同植物が群生している村があったからつけられた名前である。

## 歴史
アユタヤ王朝が終焉を迎えた1767年、タークシン王とビルマ軍が戦いを交えた地として知られる。
バーンクラー郡は1901年に設立された。初期には、郡庁舎は現在のタムボン・バーンスワンにあるワット・マイバーンクラーと呼ばれる寺院にあった。その後、郡庁所在地は、郡の中心になかったため、5km離れた場所に移動させられ、タムボン・タオスラーに移されたが、このタムボン・タオスラーは後に郡庁所在地の名前に合わせてタムボン・バーンクラーと改名された。
また、郡の南部には元々フワサイという名前の郡があったが、1903年に廃止され、バーンクラー郡に編入されたこれが、現在郡内にあるタムボン・フワサイである。

## 地理
郡はバーンパコン川の形成した平地にあり、市内の主な水源もバーンパコン川である。
交通は国道304号線が東西に通っており、東にサナームチャイケート方面、西にチャチューンサオ方面とつながっている。

## 経済
郡の主な産業は農業、畜産、エビの養殖である。主な農業生産品は、コメ、マンゴー、ココヤシなどである。

## 行政区分
郡は8のタムボンに分かれ、さらにその下位に56の村（ムーバーン）がある。自治体（テーサバーン）があり以下のようになっている。
- テーサバーンタムボン・バーンクラー・・・タムボン・バーンクラー全体
- テーサバーンタムボン・パークナーム・・・タムボン・パークナーム全体

また郡内には8つのタムボン行政体（オンカーンボーリハーンスワンタムボン）がある。なお、以下のリストで欠番のタムボンは分離してクローンクアン郡となっている郡である。
1. タムボン・バーンクラー・・・ตำบลบางคล้า

1. タムボン・バーンスワン・・・ตำบลบางสวน

1. タムボン・バーンクラチェット・・・ตำบลบางกระเจ็ด
2. タムボン・パークナーム・・・ตำบลปากน้ำ
3. タムボン・タートーンラーン・・・ตำบลท่าทองหลาง
4. タムボン・サーオチャゴーク・・・ตำบลสาวชะโงก
5. タムボン・サメットヌア・・・ตำบลเสม็ดเหนือ
6. タムボン・サメットタイ・・・ตำบลเสม็ดใต้
7. タムボン・フワサイ・・・ตำบลหัวไทร